# Trankils distrikt
Trankils distrikt är ett distrikt i Årjängs kommun och Värmlands län. Distriktet ligger omkring Lennartsfors i sydvästra Värmland och gränsar till Dalsland och Norge.

## Tidigare administrativ tillhörighet
Distriktet inrättades 2016 och utgörs av Trankils socken i Årjängs kommun.
Området motsvarar den omfattning Trankils församling hade vid årsskiftet 1999/2000.

## Tätorter och småorter
I Trankils distrikt finns en småort men inga tätorter. 

### Småorter
- Lennartsfors